# Solb Misr
Solb Misr – одна з провідних компаній, що діють у галузі чорної металургії Єгипту. Первісно носила назву Red Sea Steel.
В 2006 – 2007 роках належна ліванському бізнесмену Рафіку Дау компанія LITAT Group придбала три металургійні підприємства, що діяли у індустріальній зоні поблизу червономорського порту Суец – сталеплавильний завод Suez Steel Company та прокатні заводи компаній ECISP і MNS. У 2008-му для контролю цих активів створили холдингову компанію Red Sea Steel, головним учасником якої стала LITAT Group (відомо, що станом на середину 2010-х вона контролювала 50% цього холдингу).
За головний актив групи обрали Suez Steel Company, завод якої шляхом масштабних інвестицій перетворили на металургійний комбінат повного циклу. Втім, дефіцит природного газу, який виник в Єгипті у 2010-х роках, а також валютні обмеження поставили Red Sea Steel у складне положення. 
В 2015-му оголосили про зміну назви компанії на Solb Misr («Єгипетська сталь»), а у 2016-му головним акціонером Solb Misr із часткою 80% стала National Service Projects Organization (NSPO), яка афілійована із єгипетськими військовими. Вартість придбання склала 1,135 млрд доларів США. Рафік Дау утримав контроль над 20% капіталу і станом на осінь 2016-го перебував на посаді віце-голови ради директорів. Того ж 2016-го Solb Misr продала прокатні заводи ECISP і MNS холдингу El Garhy Steel.